# Луи Блуи
«Луи Блуи» (англ. Louie Bluie) — фильм режиссёра Терри Цвигоффа.

## Сюжет
Дебютный документальный фильм Терри Цвигоффа рассказывает о темнокожем американском музыканте-инструменталисте  Говарде Армстронге. «Луи Блуи» — это сценическое имя Армстронга, полученное от поклонников. Хотя ранние музыкальные записи Говарда Армстронга были в стиле кантри-блюз, его репертуар этим не ограничивался. Он мог исполнять широкий спектр музыкальных хитов того периода, в том числе итальянские, польские, мексиканские песни и песни других стран, в зависимости от потребности своей аудитории. Луи Блуи знал несколько языков, был великолепным рассказчиком. Фильм Терри Цвигоффа является данью уважения талантливому музыканту.

## В ролях
| Актёр                       | Роль               |
| --------------------------- | ------------------ |
| Говард Армстронг            | в роли самого себя |
| Тед Богэн (англ. Ted Bogan) | в роли самого себя |